# Mount Terrazas
Mount Terrazas är ett berg i Antarktis. Det ligger i Västantarktis. Argentina, Chile och Storbritannien gör anspråk på området. Toppen på Mount Terrazas är 1 034 meter över havet.
Terrängen runt Mount Terrazas är huvudsakligen kuperad, men söderut är den bergig. Trakten är obefolkad. Det finns inga samhällen i närheten.